# Обрана
Обрана (англ. Chosen Ones) — роман американської письменниці Вероніки Рот, написаний у 2020 році.

## Сюжет твору
Обрана — це історія про героїв, які врятували світ, але змушені жити далі після перемоги. Головна героїня, Слоун Ендрюс, разом із чотирма іншими підлітками в минулому зупинила могутнього ворога — Темного (The Dark One). Через десять років після перемоги вони намагаються жити звичайним життям, але психологічні травми, слава та втрата відчуття мети не дають їм спокою.
Проте з'ясовується, що їхня місія ще не закінчена… Виявляється, що загроза ще існує, і героям доводиться повернутися до боротьби, але вже в зовсім іншому світі.

## Тематика роману
Основні теми твору: Як війна впливає на людей після перемоги
Травми та психологічні наслідки героїзму
Доля та свобода вибору
Боротьба зі злом, яке може виявитися не таким однозначним